# Neochariesthes
Neochariesthes is een kevergeslacht uit de familie van de boktorren (Cerambycidae). De wetenschappelijke naam van het geslacht werd voor het eerst geldig gepubliceerd in 1982 door Breuning & Teocchi.

## Soorten
Neochariesthes is monotypisch en omvat slechts de volgende soort:
- Neochariesthes subsaperdoides (Breuning, 1960)